# Zoppenbroicher Mühle
Die Zoppenbroicher Mühle war eine Wassermühle mit einem unterschlächtigen Wasserrad am Oberlauf der Niers im Mönchengladbacher Stadtteil Rheydt im Regierungsbezirk Düsseldorf.

## Geographie
Die Zoppenbroicher Mühle hatte ihren Standort auf der rechten Seite der Niers, in Zoppenbroich, im Mönchengladbacher Stadtteil Rheydt. Oberhalb befand sich die Eickesmühle, unterhalb die Schlossmühle Rheydt. Das Gelände, auf dem das Mühlengebäude stand, liegt auf einer Höhe von ca. 51 m über NN.

## Gewässer
Die Niers (GEWKZ 286) in ihrem alten Flussbett versorgte bis zur Flussbegradigung über Jahrhunderte zahlreiche Mühlen mit Wasser. Die Niers entspringt in Kuckum, einem Ortsteil der Stadt Erkelenz. Bis zur Mündung in die Maas bei Gennep (Niederlande) hat die Niers eine Gesamtlänge von 117,668 km und ein Gesamteinzugsgebiet von 1.380,630 km2. Die Quelle liegt bei 73 m ü. NN, die Mündung bei 9 m ü. NN. Die Pflege und der Unterhalt des Gewässers obliegt dem Niersverband.
Der Niersverband hat 2020 begonnen, den Bresgespark in eine Aue umzubauen.

## Geschichte
Die Zoppenbroicher Mühle, direkt am Haus Zoppenbroich gelegen, war eine unterschlächtige Korn- und Ölmühle, die im Jahre 1490 erstmalige Erwähnung fand. Die Besitzerin von Schloss Myllendonk ließ ihren Untertan Gerhard in gen Nover in den Turm werfen, weil er auf der Zoppenbroicher Mühle hatte mahlen lassen und damit gegen den Mühlenzwang der Schlossmühle Myllendonk verstoßen hatte. Im Laufe der Jahre wurden mehrere Besitzerwechsel registriert. 1763 kaufte der Kölner Kurfürst die Herrschaft Zoppenbroich. Im Rahmen der Säkularisation wurde die Mühle in Privathand verkauft.
Im Jahre 1807 erwarben Dietrich und Johann Lenssen die Mühle und errichteten die größte Baumwollspinnerei der Gegend. Sie kauften ebenfalls die Broichmühle. Nachdem die Zoppenbroicher Mühle 1823 abgebrannt war, wurde die Fabrikation zur Broichmühle verlegt.
Die Zoppenbroicher Mühle wurde wieder aufgebaut und war 1827 zusammen mit dem Schloss im Besitz der Familie Bresges, die ebenfalls eine Textilfabrikation einrichtete. Anstelle des Wasserrades wurde ab 1882 zum Antrieb eine Turbine eingesetzt. Die Fabrik war bis 1977 in Betrieb. Das Gelände wurde in einen Park, den Bresgespark, umgestaltet.
Die Mühle wurde bereits 1879 aus Platzgründen zur benachbarten Gaststätte Kamphausen verlegt. Der Pächter war zugleich Gastwirt und Müller. 1902 wurde der Mühlenbetrieb eingestellt.

## Galerie

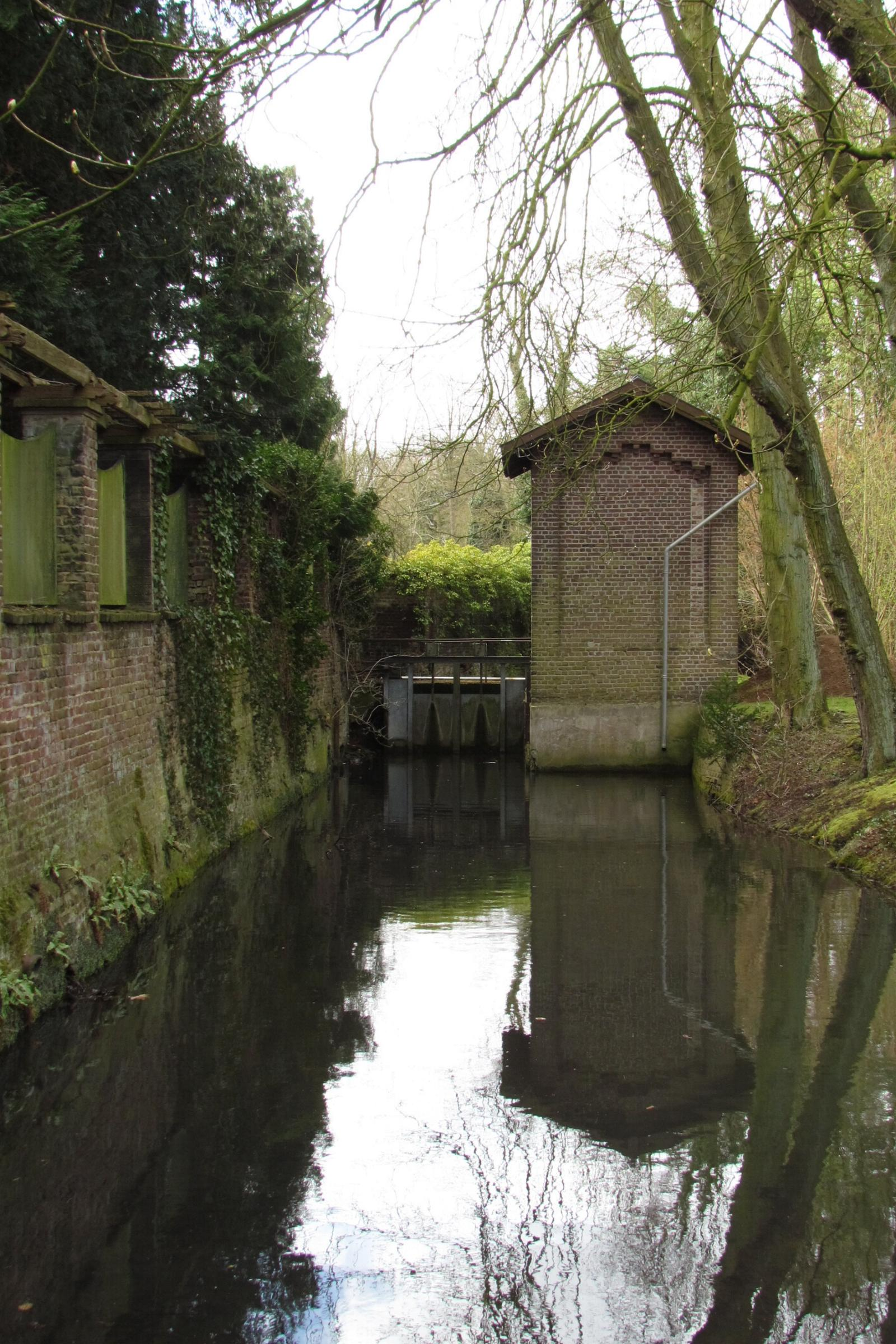
Stauwehr im Bresgespark
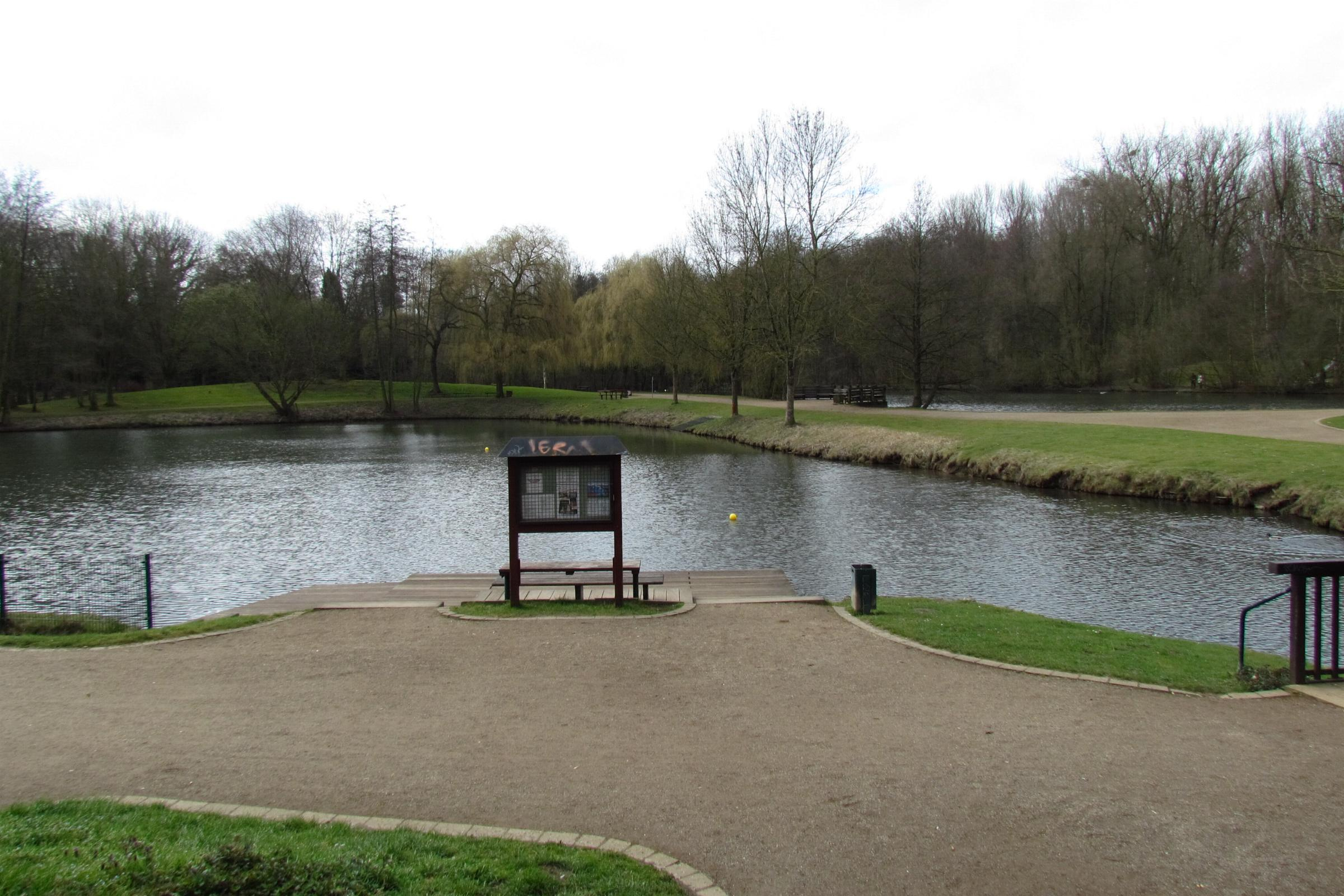
Bresgespark in Zoppenbroich
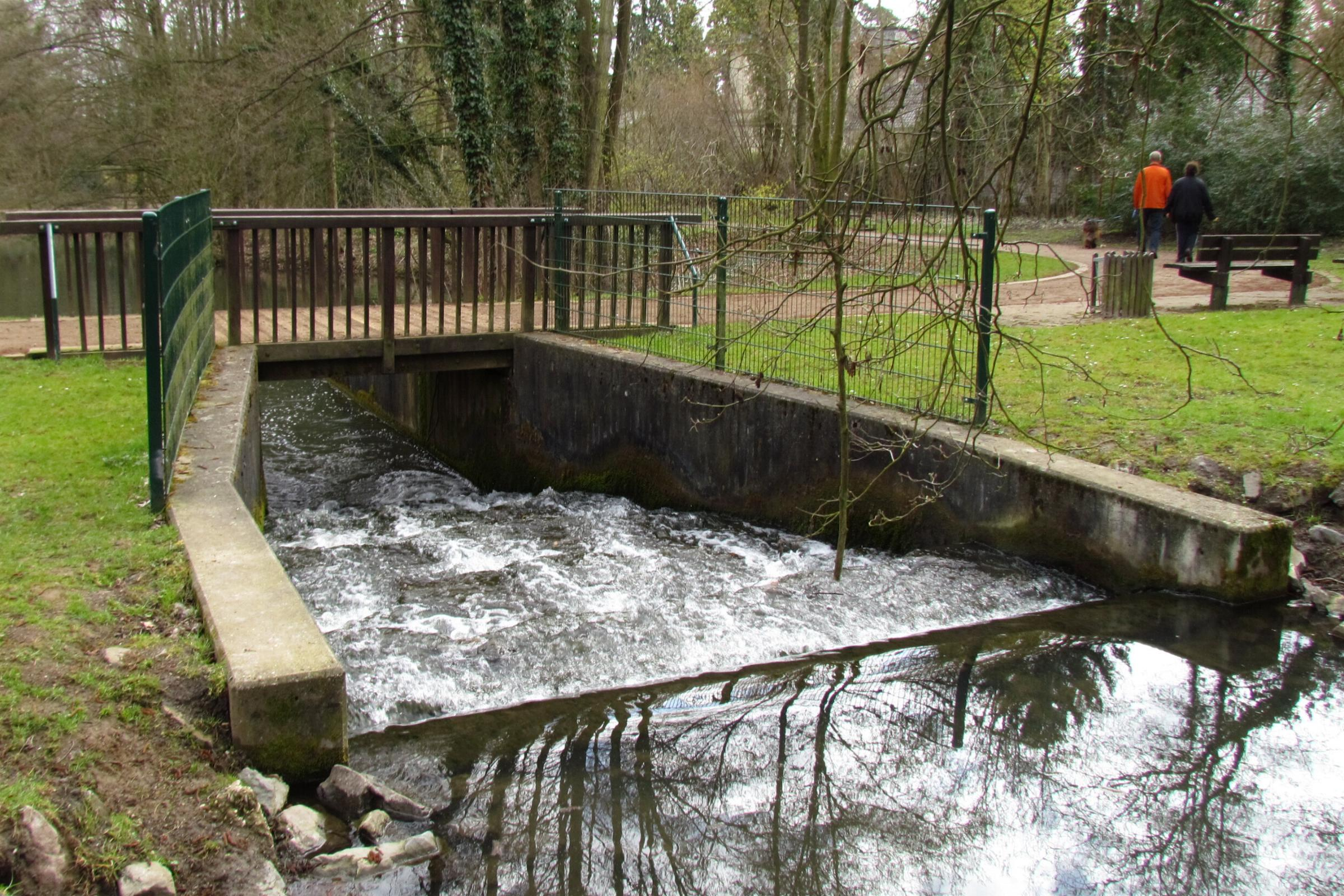
Wasserkaskade im Bresgespark
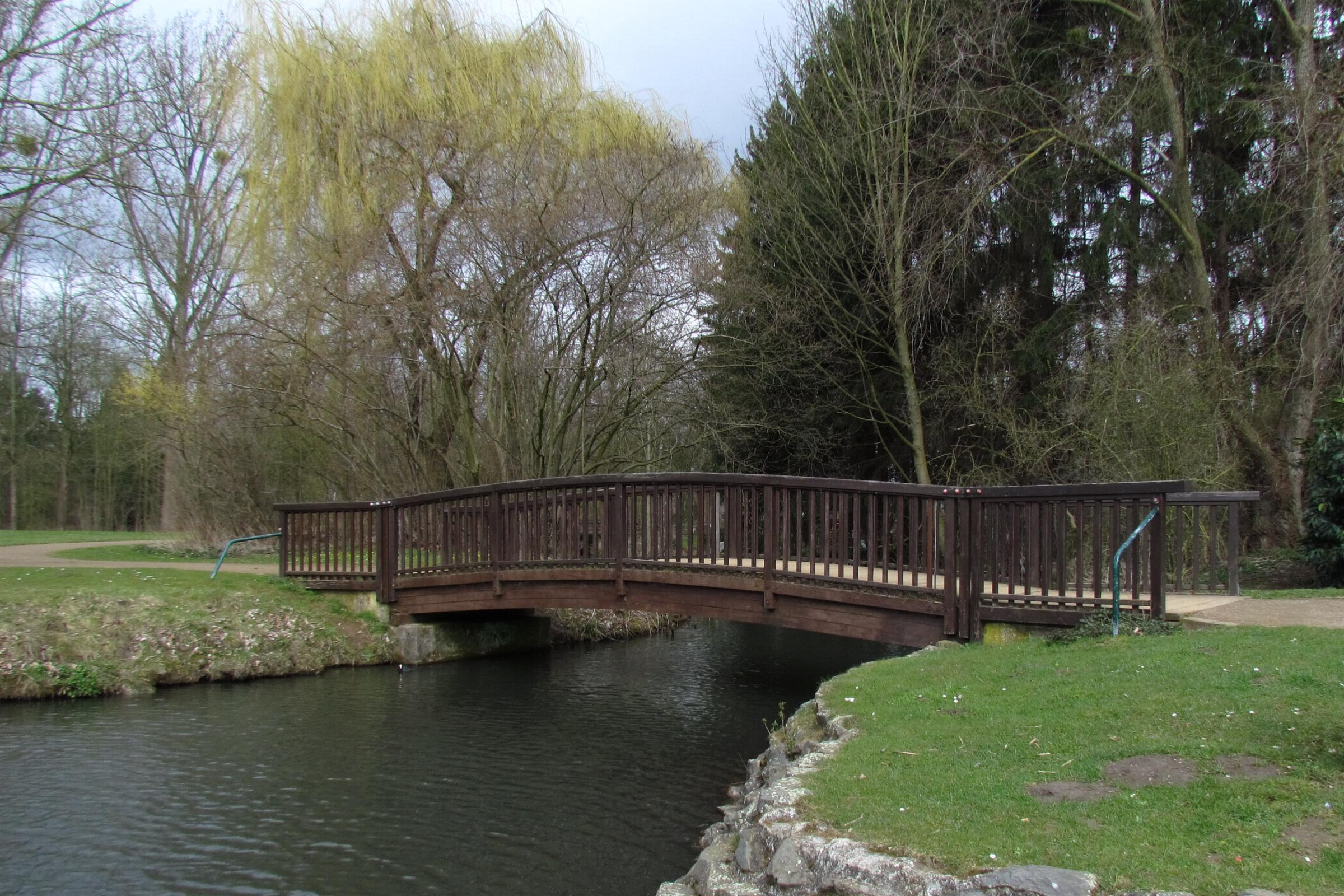
Brücke im Bresgespark
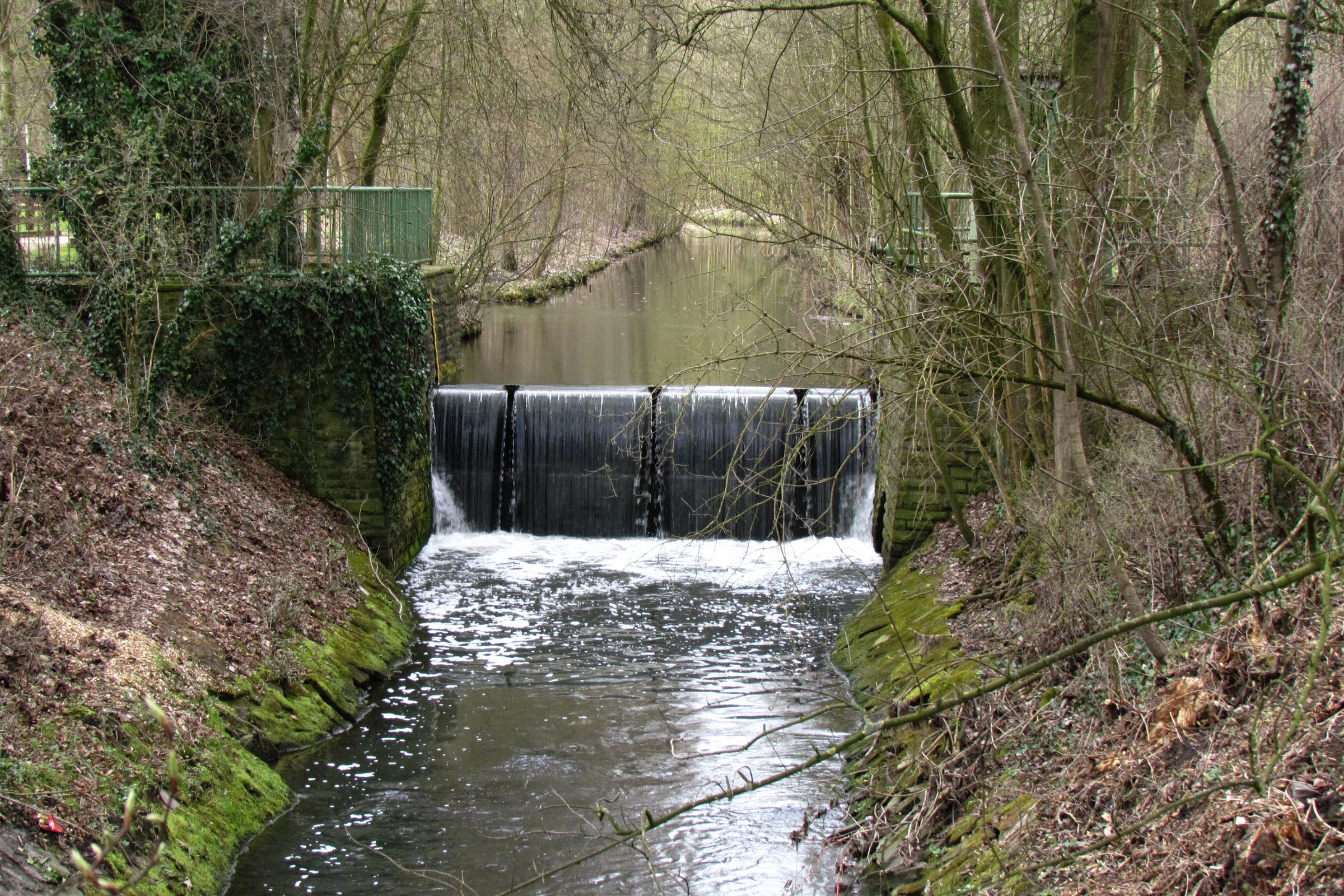
Niersstauwehr am Bresgespark
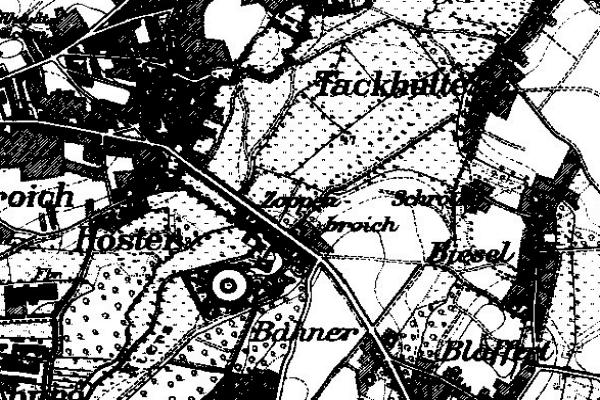
Zoppenbroich auf der Karte, Neuaufnahme von 1912
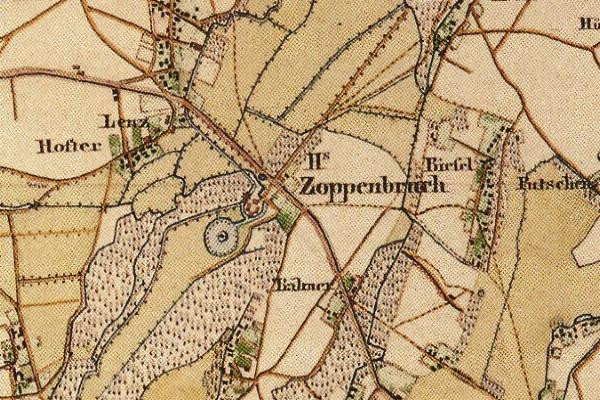
Zoppenbroich auf der Urkatasterkarte von 1846
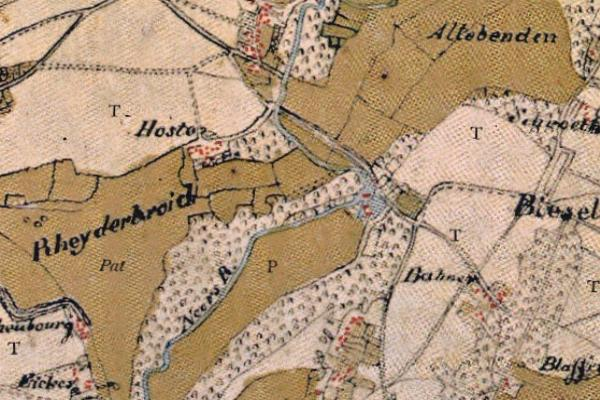
Der Niersverlauf in Zoppenbroich auf der Tranchotkarte 1803–1820